# Золотистоволосый муравей-древоточец
Золотистоволосый муравей-древоточец (лат. Camponotus saxatilis) — вид крупных по размеру муравьёв рода кампонотус (Camponotus) из подсемейства формицины (Formicinae).

## Распространение
Сибирь и Дальний Восток. Северный Казахстан, Монголия, северо-восток Китая, Северная Корея, Сахалин. На западе — до Волги и Камы.

## Описание
Предпочитают открытые остепнённые луга, каменистые склоны, степные участки. Гнездятся в почве, редко в древесине. Рабочие муравьи строят длинные ходы в верхнем слое почвы и в подстилке. Тело полностью чёрное, покрыто золотистыми отстоящими волосками. Рабочие муравьи имеют длину 6—14, самки — 15—18, самцы — 9—12 мм. Весной и осенью может служить частью пищевого рациона для бурого медведя. Например, в Якутии до 47 % съедаемых муравьёв приходилось на два вида Camponotus herculeanus sachalinensis и C. saxatilis (35 % это Formica picea и Formica execta, и в меньшей степени, мелкие виды Lasius niger, Lasius flavus и Myrmica ruginodis).

## Охранный статус
Внесён в Красную книгу Воронежской области, как вид находящийся под угрозой исчезновения.